# جون س. يونغ
جون س. يونغ (بالإنجليزية: John C. Young)‏ هو شخصية أعمال أمريكي، ولد في 16 يونيو 1912 في سان خوسيه في الولايات المتحدة، وتوفي في 27 أكتوبر 1987.